# Alma (condado de Buffalo, Wisconsin)
Alma es un pueblo ubicado en el condado de Buffalo en el estado estadounidense de Wisconsin. En el Censo de 2010 tenía una población de 297 habitantes y una densidad poblacional de 2,68 personas por km².

## Geografía
Alma se encuentra ubicado en las coordenadas 44°22′21″N 91°49′33″O / 44.37250, -91.82583. Según la Oficina del Censo de los Estados Unidos, Alma tiene una superficie total de 111.01 km², de la cual 109.66 km² corresponden a tierra firme y (1.22%) 1.35 km² es agua.

## Demografía
Según el censo de 2010, había 297 personas residiendo en Alma. La densidad de población era de 2,68 hab./km². De los 297 habitantes, Alma estaba compuesto por el 95.96% blancos, el 0% eran afroamericanos, el 0.34% eran amerindios, el 0% eran asiáticos, el 0% eran isleños del Pacífico, el 2.36% eran de otras razas y el 1.35% pertenecían a dos o más razas. Del total de la población el 3.7% eran hispanos o latinos de cualquier raza.